# 滋賀大学教育学部附属特別支援学校
滋賀大学教育学部附属特別支援学校（しがだいがくきょういくがくぶふぞくとくべつしえんがっこう）は、滋賀県大津市にある国立特別支援学校。

## 沿革
- 1978年4月1日 - 滋賀大学教育学部附属養護学校設置
- 2004年4月1日 - 国立大学法人化
- 2007年4月1日 - 滋賀大学教育学部附属特別支援学校と改称。

## 学部
- 小学部
- 中学部
- 高等部

## 所在地
- 〒520-0002　滋賀県大津市際川3丁目9-1